# Feliniopsis africana
Feliniopsis africana là một loài bướm đêm trong họ Noctuidae.